# Negre de carbó

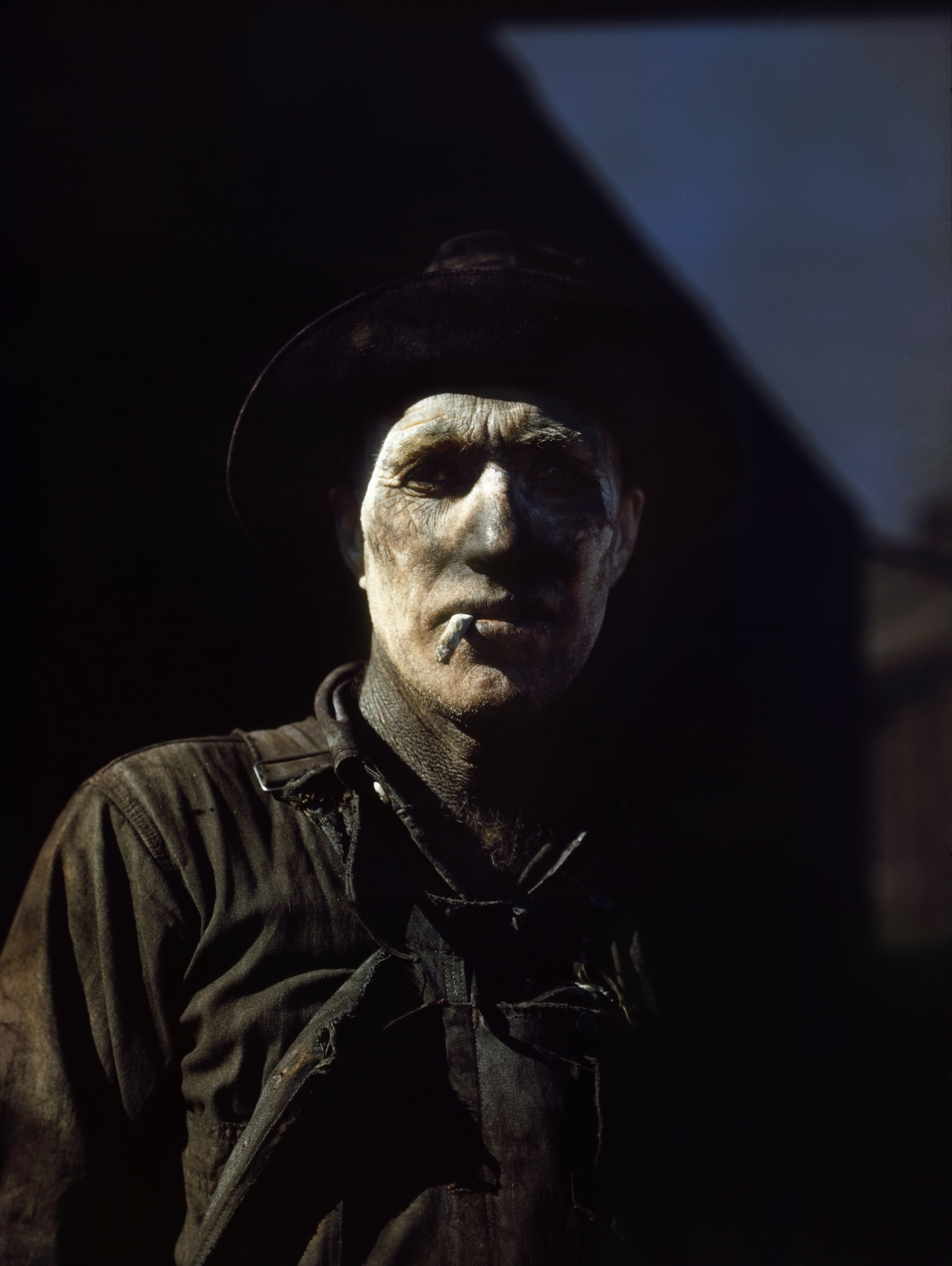
treballador de Texas a una planta de producció de negre de carbó (foto de John Vachon, 1942)

El negre de carbó és un material produït per la combustió incompleta dels productes pesants derivats del petroli com ara els fangs o quitrans residuals d'FCC (Fluid catalytic cracking), quitrà de carbó, quitrà de fraccionament d'etilè...amb petites quantitats d'olis vegetals afegides. És una forma de carboni amorf amb una relació superfície-volum extremadament alta i un dels primers nanomaterials usats àmpliament. S'assembla al negre de fum llevat de la seva alta relació superfície-volum. El negre de carbó es fa servir sovint com pigment i com reforç en productes de goma i plàstic. És un carcinogen conegut (segons la IARC International Agency for Research on Cancer) i fa mal al tracte respiratori si s'inhala, per causa del seu alt contingut en hidrocarburs policíclics aromàtics.
La producció total de negre de carbó de l'any 2006 va ser al voltant de 8.100.000 tones mètriques. Principalment es fa servir com a pigment en tintes, cobertures i plàstics. Per exemple s'afegeix al polipropilè perquè absorbeix la radiació ultraviolada que d'altra manera degradaria aquest material.

## Usos comuns
L'ús més comú (70%) del negre de carboni és com a pigment i és la base de reforç en pneumàtics per automòbils. El negre de carboni ajuda a dissipar la calor de les zones de l'empremta i el cinturó del pneumàtic, reduint el dany tèrmic i incrementant la vida de la goma. Les partícules de negre de carboni també es fan servir en alguns materials absorbents de radar i en els tòners d'impressores.

## Pigment
El negre de carbó (Colour Index International PBL-7) és el nom d'un pigment negre comú, produït tradicionalment a partir de la carbonització de materials orgànics com la fusta o l'os. Està format de carboni pur i el seu color negre es deu al fet que pràcticament no reflecteix la llum en la part visible de l'espectre. Se'l coneix sota diversos noms segons el mètode tradicional d'obtenció:
- Negre ivori, produït tradicionalment per la carbonització de l'ivori o os animal (vegeu carbó animal).
- Negre vinya, percarbonització de tiges i parres de vinyes dessecades.
- Negre fum, produït tradicionalment a partir del negre de fum recollit de les làmpades.